# Dom Towarowy „Podwale” we Wrocławiu
Dom Towarowy „Podwale” (niem. Kaufhaus Martin Schneider, Dom Handlowy Martina Schneidera) – zabytkowy, secesyjny dom towarowy znajdujący się u zbiegu ulic Świdnickiej i Podwale we Wrocławiu.

## Historia budynku

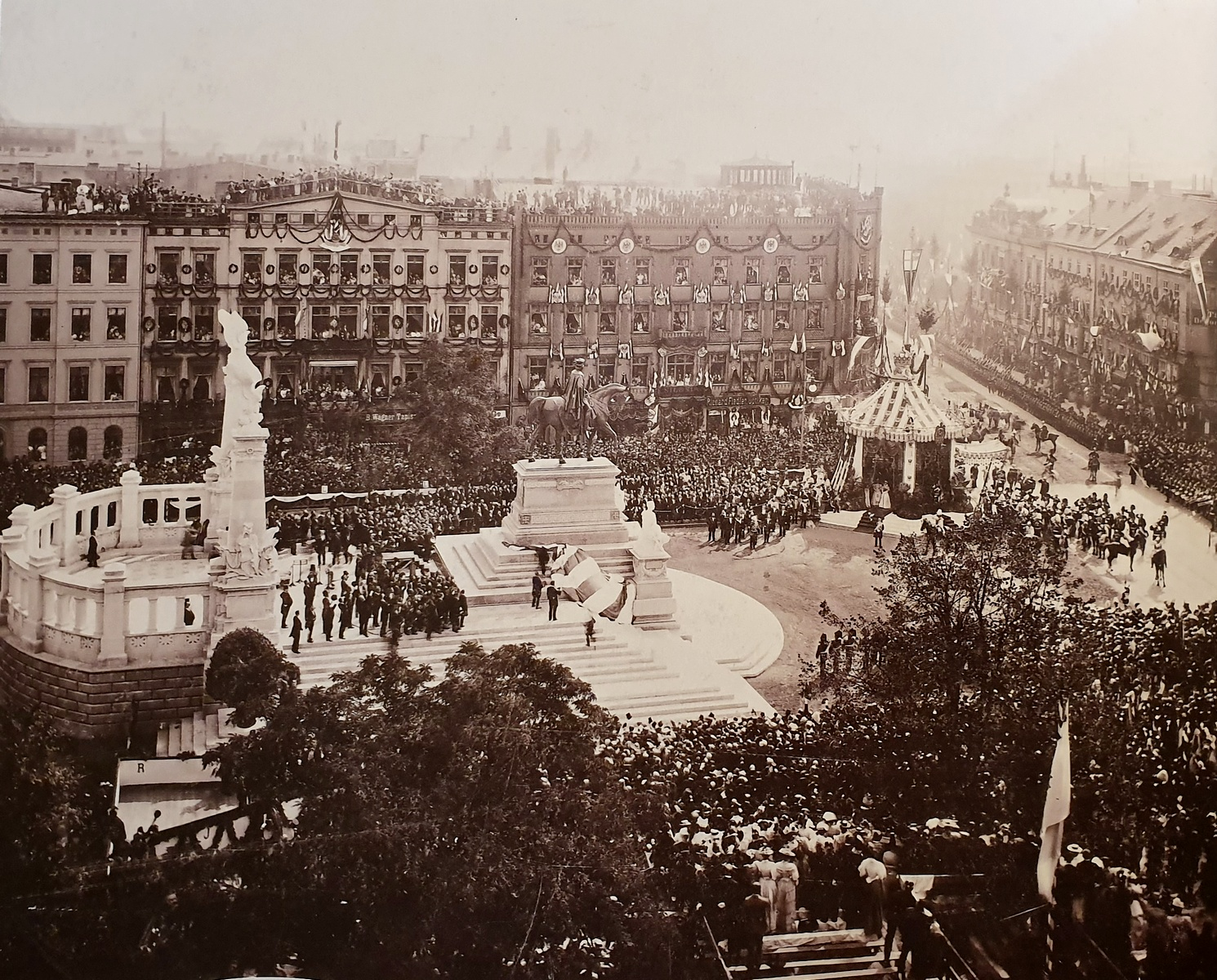
Ceremonia odsłonięcia pomnika Wilhelma I we Wrocławiu, 4 września 1896 roku. Po prawej stronie, u góry, widać stare budynki mieszkalne zaraz przed wyburzeniem w 1897. W ich miejsce wzniesiono późniejszy budynek będący zachodnią częścią „Kaufhaus Martin Schneider”

Dom handlowy monachijskiej firmy odzieżowej Martina Schneidera pierwotnie mieścił się w przebudowanym na ten cel w 1897 budynku mieszkalno-usługowym stojącym przy ulicy Świdnickiej 37 i 39. Projektantem przebudowy lub, według Pawła Kirschke, nowego budynku był Heinrich Simon. Powstał wówczas budynek w stylu eklektyczym. W 1900 budynek, za sprawą architekta Karla Grossera przeszedł modernizację. Sklepy Schneidera mieściły się na dwóch dolnych kondygnacjach. Około 1906 roku odzieżowy potentat wykupił sąsiadującą działkę przy ulicy Podwale 37 wraz z budynkiem. W 1906 wyburzono stary budynek i rozpoczęto wznoszenie nowego domu towarowego.

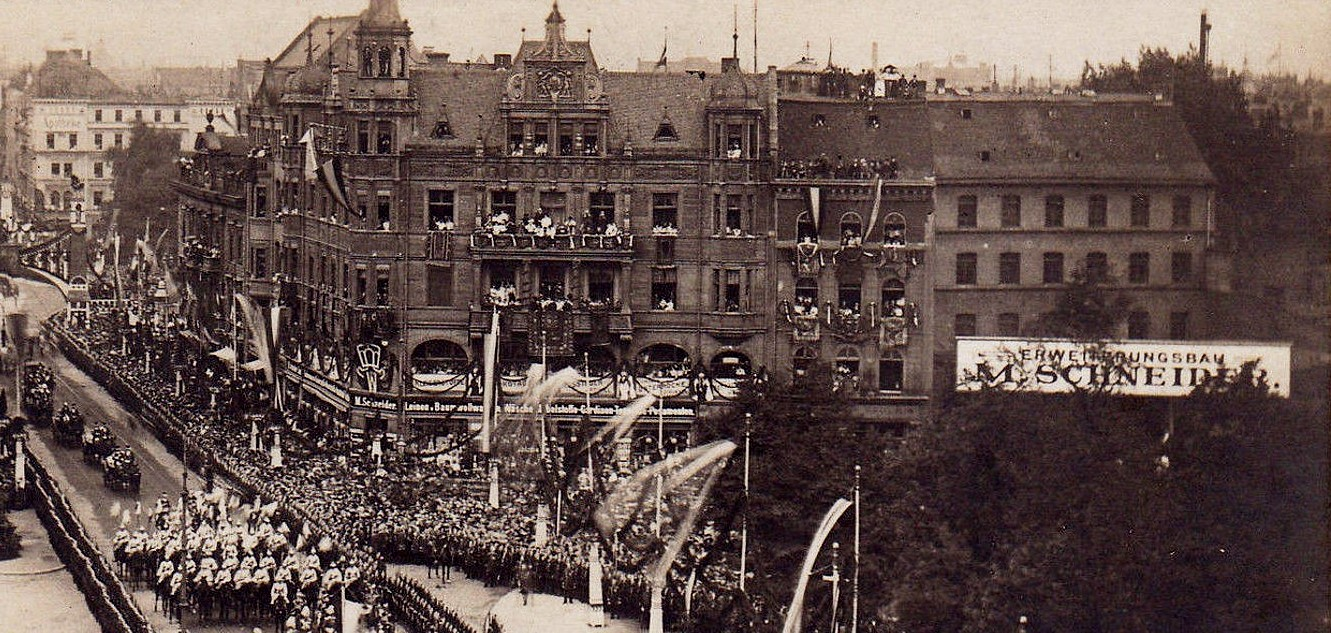
Stara kamienica czynszowa (po prawej stronie) przed wyburzeniem. W jej miejsce wzniesiono „Kaufhaus Martin Schneider” (widoczny jest baner informujący o tym wydarzeniu). W budynku narożnym widoczne szyldy sklepu Martina Schneidera

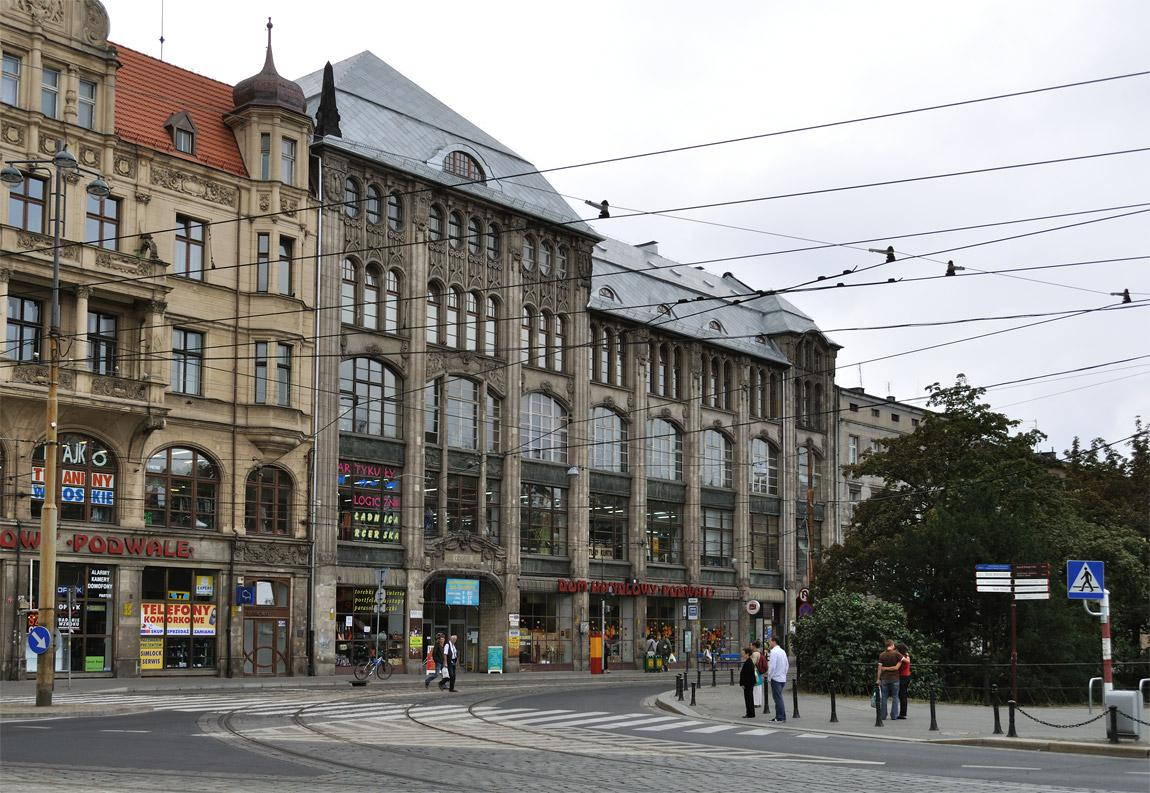
Zachodnia strona DH „Podwale”

### Kaufhaus Martin Schneider
Dom handlowy został zaprojektowany przez spółkę architektoniczną Höniger & Sedelmayr. Był to secesyjny, ośmioosiowy o wertykalnym układzie fasady budynek, z pięcioma (we wschodniej części) i czterema (w zachodniej części) kondygnacjami. Część wschodnia została pokryta wysokim, czterospadowym dachem a zachodnia dachem dwuspadowym, kalenicowym. Cały budynek został wzniesiony na żelbetonowej konstrukcji szkieletowej o rozpiętości 7,5 metrów. Fasada została podzielona pilastrami z piaskowca. Na parterze znajdowały się okna witrynowe, a na drugiej i trzeciej kondygnacji umieszczono wielkie okna wystawowe. Trzecia i czwarta kondygnacja posiadała mniejsze okna rozdzielone piaskowcowymi kolumienkami; piąta kondygnacja została dodatkowo ozdobiona dekoracjami secesyjno-neogotyckimi. Wejście główne do budynku umieszczono w osi symetrii wyższej części budynku. Wejście ozdobiono piaskowcowym portalem zwieńczonym spłaszczonym łukiem. Naprzeciwko wejścia znajdowała się sień prowadząca do wind umieszczonych w duszach reprezentacyjnych schodów, w ażurowych szybach. Od strony północnej znajdował się trzykondygnacyjny dziedziniec przykryty szklanym dachem.
Nowy budynek został połączony z budynkiem przy ulicy Świdnickiej, w którym umieszczono drugie wejście i zmieniono witryny. Na kondygnacjach przebito się przez ściany szczytowe, tworząc w ten sposób wielkie sale sprzedaży. W tym samym roku przedłużono północne skrzydło budynku.
W 1929 roku budynek, na kolejne dziesięć lat, do 1939, stał się własnością firmy Abraham Wertheim AG, firmy będącej właścicielem wielkiego domu handlowego Warenhaus Wertheim stojącego naprzeciwko Kaufhaus Martin Schneider.
W latach 1939–1945 dom handlowy był własnością firmy Allgemeine Warenhandelsgesellschaft A.G (AWAG).
W 1930 na parterze otworzono restauracje „Cafe Vaterland”. W latach 1919–1929 w budynku mieścił się również urząd pocztowy.

## Po 1945
Od 1946 roku cały budynek stał się własnością Wrocławskiej Spółdzielni Spożywców „Społem”. W jego wnętrzach znajdował się bar mleczny „Nad Fosą”, Klub Dziennikarza, do którego uczęszczali Kazimierz Dejmek, Karol Małcużyński, Kalina Jędrusik, Stanisław Dygat czy Zbigniew Cybulski. Na wyższych kondygnacjach mieściły się biura. W 1992 roku budynek przeszedł modernizację: jego trzy kondygnacje spełniały funkcje handlowe, a na czwartej znajdowały się biura DH PSS Społem Podwale. Kolejny remont miał miejsce w 2003 roku, kiedy to odnowiono elewację i wymieniono poszycie dachu.